# Blaca
Blaca (szerbül: Блаца), település Szerbiában, a Raškai körzet Tutini községében.

## Népesség
- 1948-ban 148 lakosa volt.
- 1953-ban 87 lakosa volt.
- 1961-ben 71 lakosa volt.
- 1971-ben 77 lakosa volt.
- 1981-ben 87 lakosa volt.
- 1991-ben 75 lakosa volt.
- 2002-ben 33 lakosa volt, akik mindannyian bosnyákok.